# Gerhard Mitter

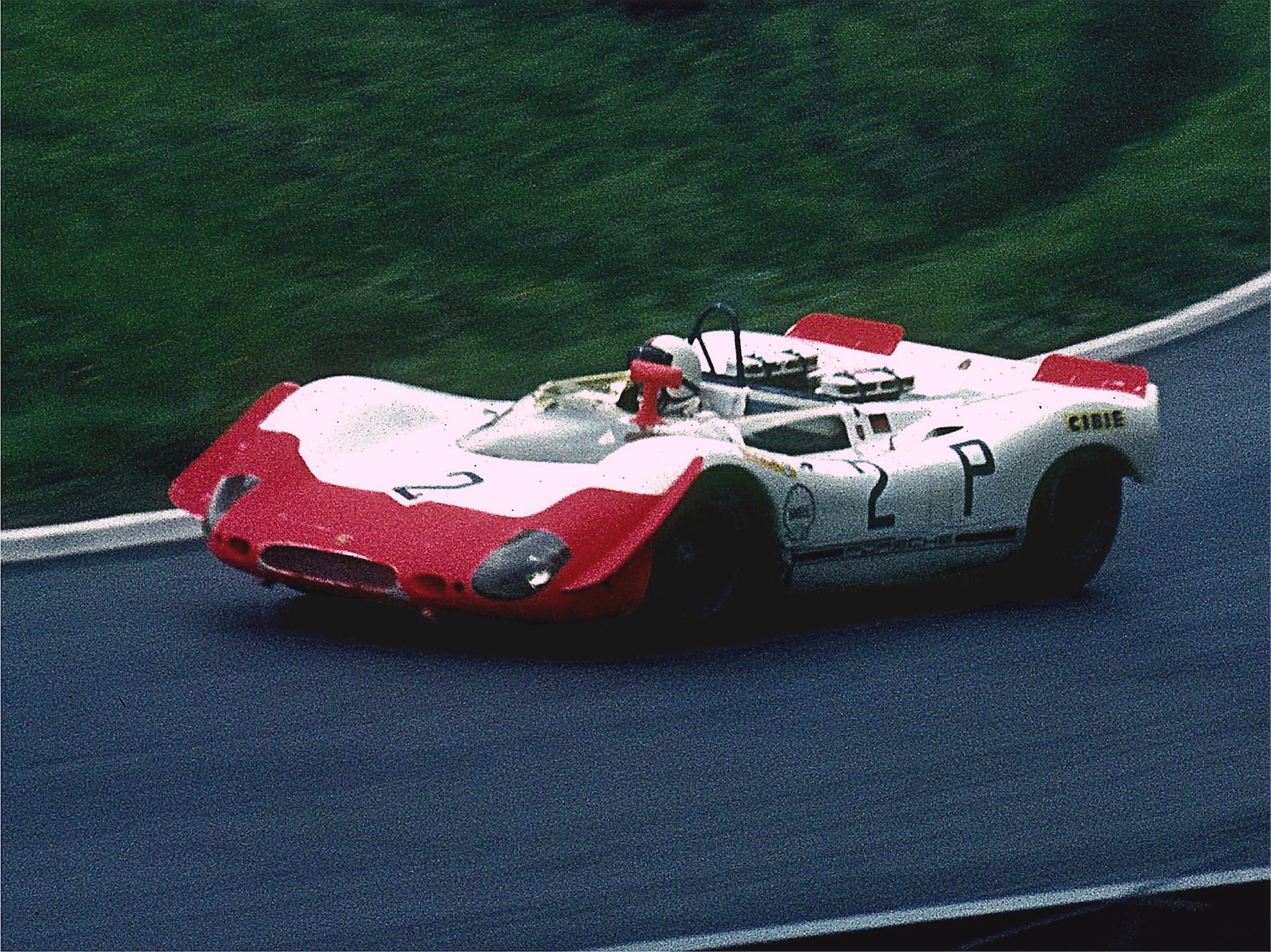
Gerhard Mitter en su Porsche 908 en los 1000 km de Nürburgring 1969.

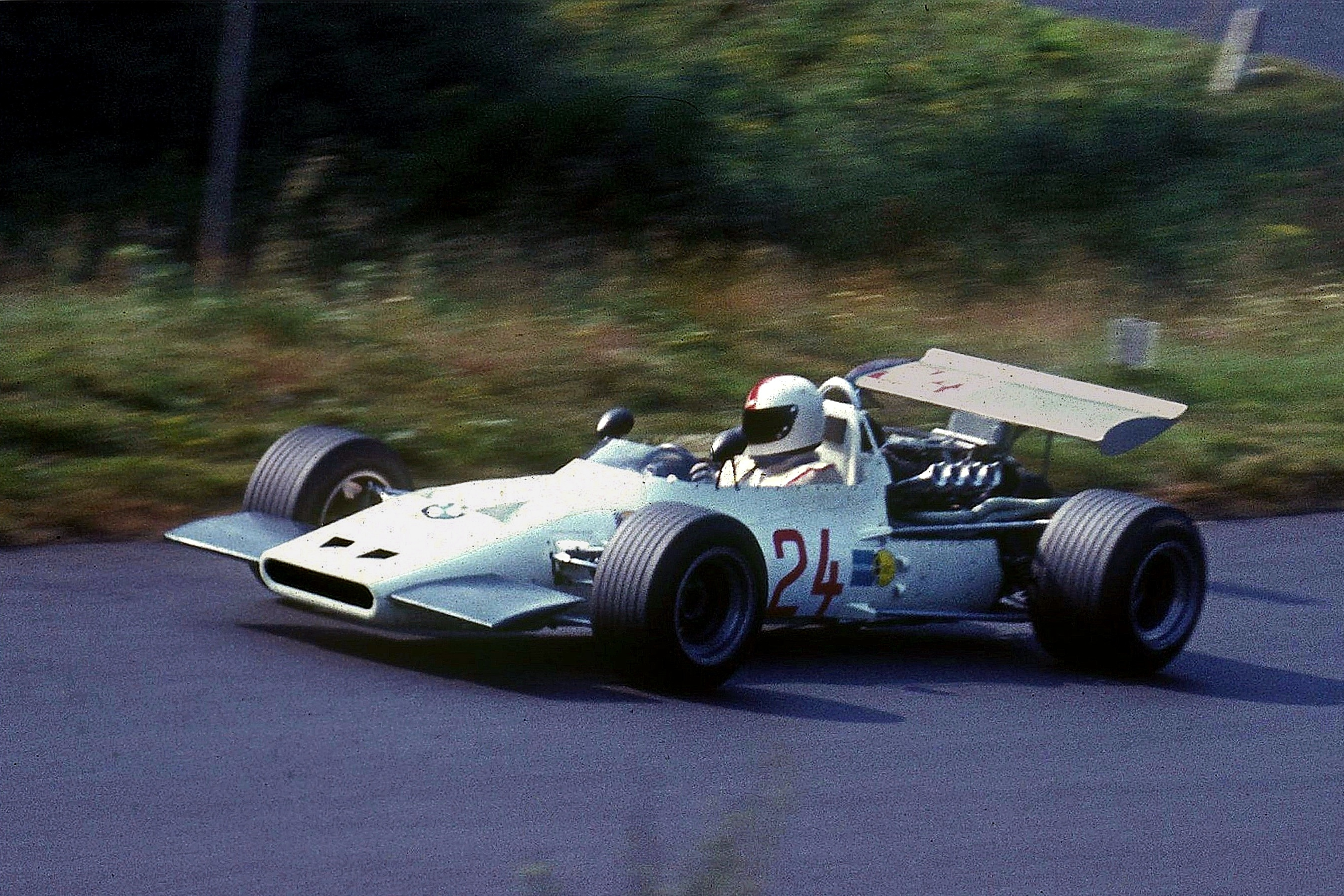
Gerhard Mitter conduciendo su BMW el día del accidente fatal.

Gerhard Karl Mitter (Krásná Lípa, Checoslovaquia; 30 de agosto de 1935-Nürburg, Alemania; 1 de agosto de 1969) fue un piloto de automovilismo alemán. Fue tricampeón europeo de montaña, ganó las 12 Horas de Sebring de 1965 y 1966 en clase, las 24 Horas de Daytona de 1966 en clase, la Targa Florio de 1969 y participó en cuatro carreras puntuables para el campeonato de Fórmula 1. Murió en prácticas del Gran Premio de Alemania de 1969 con un BMW de Fórmula 2.

## Carrera
Mitter nació en Checoslovaquia, pero su familia tuvo que expatriarse, y se instaló en Leonberg, cerca de Stuttgart. Su carrera deportiva comenzó cuando tenía 16 años, en competencias motos. Luego se pasó a Fórmula Júnior, donde ganó varias competencias de nivel nacional. Con su padre, construían y vendían monoplazas de esta categoría, bajo el nombre de Mitter-DKW.
En 1962 disputó su primer Gran Premio de Fórmula 1, el GP de Solitude no puntuable, con un Lotus 24 de Scuderia Filipinetti; terminó 6.º. Al año siguiente debutó en el campeonato mundial en el GP de los Países Bajos, con un Porsche del equipo Maarsbergen de Carel Godin de Beaufort, pero abandonó de manera temprana por problemas del vehículo. En su siguiente participación, en Alemania, logró el que sería su mejor resultado en el campeonato (y el del equipo); finalizó 4.º a 8 minutos del ganador John Surtees. Sumó 3 puntos para el mundial, lo que lo puso en la 12.a posición.
Luego de esto, inició un proyecto para fabricar un Fórmula 2 con un motor de 4 cilindros basado en el DKW, pero nunca se llevó a cabo.
Para 1964 y 1965, Mitter fue llamado por Team Lotus para el GP de Alemania, siendo 9.º y retirado, respectivamente.
Inició en esos años su participación con Porsche en carreras de prototipos. Entre 1965 y 1967, tuvo importantes resultados de carreras de resistencia, destacando su segunda posición con Colin Davis en Targa Florio 1965 con un 904/8 BergSpyder, dos victorias en la clase P2.0 de las 12 Horas de Sebring; 1965 con Herbert Linge en un 904/8 y 1966 con Hans Herrmann y Joe Buzzetta en un 906, y una victoria en la clase S2.0 de las 24 Horas de Daytona con Buzzetta en un 904 GTS. Entre 1966 y 1968 ganó tres títulos en el Campeonato de Europa de Montaña (con un 910). En 1969 logró la victoria en Targa Florio con Udo Schütz sobre un 908/2.
Desde 1967, el alemán estaba junto a BMW en su proyecto de Fórmula 2.

### Muerte
Mitter falleció mientras realizaba las prácticas del viernes del Gran Premio de Alemania de 1969 en Nordschleife. Tuvo una falla en la suspensión en la curva Schwedenkreuz, lo que provocó que saliera disparado contra los árboles y su posterior muerte. Como consecuencia, sus compañeros de BMW, Hubert Hahne y Dieter Quester, se retiraron del evento, al igual que Hans Herrmann, de Porsche.
Su muerte también influyó en el retiro definitivo de su compañero de Porsche en resistencia, Udo Schütz.

## Resultados

### Fórmula 1
(Clave) (negrita indica pole position) (cursiva indica vuelta rápida)

| Año         | Escudería                   | 1   | 2   | 3       | 4   | 5   | 6         | 7         | 8   | 9   | 10  | 11  | Pos. | Puntos |
| ----------- | --------------------------- | --- | --- | ------- | --- | --- | --------- | --------- | --- | --- | --- | --- | ---- | ------ |
| 1963        | Ecurie Maarsbergen          | MON | BEL | NED Ret | FRA | GBR | GER 4     | ITA DNP   | USA | MEX | RSA |     | 12.º | 3      |
| 1964        | Team Lotus                  | MON | NED | BEL     | FRA | GBR | GER 9     | AUT       | ITA | USA | MEX |     | NC   | 0      |
| 1965        | Team Lotus                  | RSA | MON | BEL     | FRA | GBR | NED       | GER Ret   | ITA | USA | MEX |     | NC   | 0      |
| 1966        | Ron Harris Team Lotus       | MON | BEL | FRA     | GBR | NED | GER DNSF2 | ITA       | USA | MEX |     |     | NC   | 0      |
| 1967        | Gerhard Mitter              | RSA | MON | NED     | BEL | FRA | GBR       | GER RetF2 | CAN | ITA | USA | MEX | NC   | 0      |
| 1969        | Bayerische Motoren Werke AG | RSA | ESP | MON     | NED | FRA | GBR       | GER DNSF2 | ITA | CAN | USA | MEX | NC   | 0      |
| Referencia: |                             |     |     |         |     |     |           |           |     |     |     |     |      |        |

### 24 Horas de Le Mans
| Año          | Equipo                     | Copilotos    | Automóvil      | Clase | Vueltas | Pos. | Pos. Clase |
| ------------ | -------------------------- | ------------ | -------------- | ----- | ------- | ---- | ---------- |
| 1964         | Porsche System Engineering | Colin Davis  | Porsche 904/8  | P 3.0 | 244     | DNF  | DNF        |
| 1965         | Porsche System Engineering | Colin Davis  | Porsche 904/8  | P 2.0 | 20      | DNF  | DNF        |
| 1967         | Porsche System Engineering | Jochen Rindt | Porsche 907/6L | P 2.0 | 103     | DNF  | DNF        |
| 1968         | Porsche System Engineering | Vic Elford   | Porsche 908    | P 3.0 | 111     | DNF  | DNF        |
| 1969         | Porsche System Engineering | Udo Schütz   | Porsche 908L   | P 3.0 | 199     | DNF  | DNF        |
| Referencias: |                            |              |                |       |         |      |            |